# Когут, Александр
Александр Когут (англ. Alexander (Chanoch Yehuda) Kohut, урождённый Шандор Дьёрдь Когут, венг. Kohut Sándor György, известен в еврейской литературе под именем ивр. ראי״ק‎; род. 22 апреля 1842 г. в Кишкунфеледьхаза, Венгрия; ум. 23 мая 1894 г. в Нью-Йорке) — австро-венгерский раввин и гебраист, выдающийся проповедник; американский иммигрант. Автор монументального труда «Арух ха-шалем» (другое название «Полный Арух», «Aruch Completum»; в 8-и томах, 1878—1892) — критического и расширенного издания классического талмудического лексикона «Арух» Натана бен-Иехиэля Римского (XI век).

## Биография
Происходил из семьи раввинов. Его отец был лингвистом и хорошо знаком с талмудической литературой, однако беден настолько, что он не был в состоянии посылать сына в деревенскую школу. Так как на родине у него не было хедера, то Александр в 11 лет не имел даже самых элементарных сведений по еврейскому и венгерскому языкам. Он продавал на базаре пироги, изготовленные его матерью, и однажды цыгане хотели увести мальчика, отличавшегося красотой.
Семья скоро переехала в Кечкемет, где он и получил первоначальное воспитание. Здесь мальчик стал посещать гимназию и изучал Талмуд у одного старого раввина по имени Гершон Левингер. На 15-м году жизни, стараясь разгадать в Талмуде несколько иностранных слов при помощи словаря Ландау и не найдя их там, он решил составить полный словарь Талмуда. По окончания гимназии, желая продолжать изучение Талмуда, уехал в Бреславль, где посвятил себя изучению также филологии восточных и семитических языков. С 1864 г. стал собирать материал для критического издания «Аруха» р. Натана бен-Иехиэля.
В Лейпциге он получил звание доктора философии, представив диссертацию «Ueber die jüdische Angelologie und Dämonologie in ihrer Abhängigkeit vom Parsismus». «Deutsche Morgenländische Gesellschaft» напечатало этот очерк в 1866 г., это был первый еврейский труд, выпущенный этим обществом.
Свой раввинский диплом Александр Когут получил в 1867 году и он занял место раввина в Штулвейссенбурге (ныне Секешфехервар, Венгрия). Конгресс еврейских нотаблей в Будапеште в 1868 г. избрал Когута своим секретарём.
Известный венгерский поэт и романист барон Йожеф Этвёш, впоследствии министр исповеданий, назначил Когута суперинтендентом школ всего графства — это был первый еврей, занявший такой пост.
Среди его литературных трудов, относящихся к тому времени, следует отметить статью «Etwas über d. Moral und Abfassungszeit d. Buches Tobias», опубликованную в первый раз в «Jüd. Zeit.» Гейгера, т. V, несколько монографий в «Z. D. M. G.», где он развивал свои оригинальные взгляды на влияние персов на иудаизм, и его «Kritische Beleuchtung der persischen Pentateuch-Uebersetzung des Jakob b. Joseph Tavus» (Лейпциг, 1871). В его литературном наследии имеется материал для критического издания персидского текста этой версии.
Избранный в 1872 г. главным раввином Фюнфкирхена (ныне Печ, Венгрия), он оставался в этом городе в течение восьми лет. В это время широко распространилась его слава, как выдающегося проповедника; государственные деятели и представители высшего духовенства издалека являлись слушать его.

### «Арух ха-шалем»
Приблизительно в 1873 г. Когут приступил к составлению талмудического словаря по-немецки, имея обещание одного христианина принять на себя все издержки по изданию. Дойдя до третьей буквы алфавита, он заметил, что его труд слишком разрастается, далеко выходя за пределы его проекта. Тогда он переписал всё уже написанное, поставив цель опубликовать текст старого «Аруха» с немецкими комментариями. Однако по совету Цунца и Бубера, считавших, что, будучи национальным классическим произведением, «Арух» должен быть написан только по-еврейски, Когут снова переписал труд, затратив на это два года. Первый том труда появился в 1878 г. К тому времени скончался его меценат, и Когуту пришлось самому нести почти все издержки по изданию, имея лишь субсидию Академии наук в Вене и «Cultusministerium’a» в Берлине.
Составлению нового талмудического словаря способствовали изданные в тот период труды немецкого гебраиста Якоба Леви: двухтомник «Халдейский словарь к таргумам и большей части раввинистической литературы» и четырёхтомник «Новый еврейско-халдейский словарь по Талмуду и Мидрашим» (1876—1879), ставшие классическими в области лексикографии.
Свой труд Когут назвал «Aruch Completum», или «Арух ха-шалем» и посвятил ему 25 лет своей жизни. Первые четыре тома он издал, живя в Венгрии, последние 4 тома — в Америке в течение 14 лет (1878—1892), дополнение к нему появилось в Нью-Йорке.
Весь труд включает более 4000 страниц, в две колонки каждая. Семь манускриптов «Аруха» было использовано издателем для определения словопроизводства, и бесконечное число сомнительных и испорченных мест в Талмуде было таким образом исправлено и восстановлено. Когут в специальном этюде установил подлинность (напечатано в дополнении) часто непризнанных первоисточников Натана бен-Иехиэля, хотя везде защищал его от обвинения в плагиате. «Арух», по справедливости, считается одним из монументальных произведений еврейской литературы.

### Гроссвардейн
Приглашённый в 1880 г. в Гроссвардейн (ныне Орадя), Когут оставался там до 1884 г. Там он опубликовал (1881) «Aszydók Törtenete, а Biblia Befejezésctöla Ielenkorig», принятое в качестве руководства во многих венгерских школах, и перевёл всю Библию на венгерский язык. Однако часть манускрипта была утеряна, и труд этот не был напечатан.
В Гроссвардейне он познакомился с Кальманом фон Тисса, первым министром Венгрии. Когут говорил на одном национальном собрании нотаблей — министр был увлечен его красноречием, и Когут был приглашён в венгерский парламент представлять евреев.

### Нью-Йорк
В 1885 г. Когут был избран раввином общины «Агават Хесед» (Любовь к милосердию) в Нью-Йорке. Его прибытие в город послужило сигналом для концентрации сил консервативного еврейства в Америке; вскоре на него начались страстные нападки со стороны радикального крыла.
В целой серии его лекций об «Этике отцов», только часть которых появилась в виде книги (Нью-Йорк, 1885), передан его консервативный образ мысли. Влияние его на умы было настолько сильно, а его позиция столь определённа, что лидеры иудейской реформы вынуждены были созвать памятную Питсбургскую конференцию (1885), чтобы подчеркнуть свои собственные передовые взгляды и свою независимость от традиций прошлого.
Вместе с раввином Сабато Морейсом Когут основал еврейскую теологическую семинарию в Нью-Йорке, став одним из членов совета; он был одним из наиболее деятельных профессоров, читая талмудическую методологию вплоть до своей смерти
По случаю окончания «Аруха» в 1891 г. Когут получал поздравления от различных учёных учреждений Европы. В марте 1894 г., когда он читал похвальную речь памяти Лайоша Кошута, его поразил удар, и через несколько недель, проведённых в постели, он скончался.

## Память
Община «Агават Хесед» издала в Нью-Йорке в 1894 г. целый том адресов, посвящённых его памяти; другой сборник, заключающий в себе научные статьи 44 известных учёных Европы и Америки, под названием «Semitie studies in Memory of rev. Alexander Kohut», появился в Берлине в 1897 г., изданный сыном покойного. Там же помещены и воспоминания брата Когута о последнем.

## Труды
Полный список напечатанных трудов Когута был составлен его сыном Джорджем и появился в приложение к «Proceedings of the Fourth Biennial Convention of the Jewish Theological Seminary Association» (Нью-Йорк, 1894) и в «Tributes to memory of rev. Dr. Alexander Kohut», стр. 49—64 (ib., 1894).